# 茨城大学工業短期大学部
茨城大学工業短期大学部（いばらきだいがくこうぎょうたんきだいがくぶ、英語: College of Technology,Ibaraki University）は、茨城県日立市中成沢町4-12-1に本部を置いていた日本の国立大学である。1955年に設置され、1993年に廃止された。大学の略称は茨大工短。

## 概要

### 大学全体
- 茨城県日立市に所在した日本の国立短期大学で、併設元は茨城大学工学部[2]。
- 1955年に設置された[3]。当初は 2 学科のみだったが、順次学科増設が行われ最多で 4 学科を有するようになった[4]。また、開学当初は学生受入れが 7 月と全国でも例のない短期大学だったといえる。各学科とも入学定員は40名となっていた
- 1990年度の入学生を最後に[注釈 1]、1993年に短期大学としての使命を終える[注釈 2]。

### 学風および特色
- 茨城大学工業短期大学部は勤労の傍らで学業に励む人々のために夜間部が設けられていた。
- 男女共学だったが、大半は男子学生だった。

## 沿革
- 1955年
  - 7月1日 左記を以て文部省[注 1]より短期大学の設置が認可される[注 2]。
    - 機械科第二部 入学定員40名
    - 電気科第二部 入学定員40名
- 1958年
  - 5月1日 学生数[11]/定員
    - 機械科第二部 105[注釈 3]/120
    - 電気科第二部 118[注釈 3]/120
- 1966年
  - 4月1日 以下の学科を増設する[12]。以下の通り史上初、女の在学者が出ている。
    - 工業化学科 入学定員40名

  - 5月1日 学生数[13]/定員
    - 機械科 124[注釈 3]/120
    - 電気科第二部 153[注釈 3]/M
    - 工業化学科第二部 36[注釈 4]/40
- 1969年
  - 4月1日 以下の学科を増設する[14]。
    - 電子工学科 入学定員40名
- 1970年
  - 5月1日 学生数[15]/定員
    - 機械工学科 109[注釈 4]/120
    - 電気工学科 125[注 3]/120
    - 工業化学科 88[注釈 5]/120
    - 電子工学科 59[注釈 3]/80
- 1985年
  - 5月1日 学生数[16]/定員
    - 機械工学科 133[注釈 3]/120
    - 電気工学科 145[注釈 4]/120
    - 工業化学科 96[注 4]/120
    - 電子工学科 139[注 5]/120
- 1990年
  - 5月1日 学生数[17]/定員
    - 機械工学科 115[注釈 5]/120
    - 電気工学科 119[注釈 3]/120
    - 工業化学科 121[注 6]/120
    - 電子工学科 97[注 7]/120
- 1991年
  - 5月1日 学生数[18]/定員
    - 機械工学科 73[注釈 4]/M
    - 電気工学科 70[注釈 3]/M
    - 工業化学科 57[注 8]/M
    - 電子工学科 68[注釈 5]/M
- 1992年
  - 5月1日 学生数[19]/定員
    - 機械工学科 36[注釈 3]/M
    - 電気工学科 30[注釈 3]/M
    - 工業化学科 30[注 9]/M
    - 電子工学科 27[注釈 4]/M
- 1993年
  - 3月31日 左記をもって正式に廃止となる[注釈 2]。

## 基礎データ

### 所在地
- 茨城県日立市中成沢町4-12-1[1]

## 教育および研究

### 組織

#### 学科
- 機械工学科第二部 入学定員40名[注釈 6]
- 電気工学科第二部 入学定員40名[注釈 6]
- 工業化学科第二部 入学定員40名[注釈 6]
- 電子工学科第二部 入学定員40名[注釈 6]

#### 専攻科
- なし

#### 別科
- なし

### 研究
- 『量子電気力学とREDUCEプログラム』[21]
- 『曲面論とREDUCEプログラム』[22]
- 『Limiting Lagrangian Formalism of Massive Spin-2 Particles』[23]

## 施設

### キャンパス
- 茨城大学日立キャンパス内にある工学部校舎を使用していた。

## 対外関係

### 系列校
- 茨城大学

## 卒業後の進路について

### 就職について
- 在学者の大半は勤労者だったため、改めて就職活動する学生は少なかったようである。実績の一例として日本たばこ産業、東京電力、キヤノン、国家公務員、地方公務員、日本電気などがある[24]。

### 編入学･進学実績
- 茨城大学工学部への編入学制度があった[25]。